# Plectris collarti
Plectris collarti är en skalbaggsart som beskrevs av Frey 1967. Plectris collarti ingår i släktet Plectris och familjen Melolonthidae. Inga underarter finns listade i Catalogue of Life.